# Hunter Tyson
Hunter Tyson (Monroe, 13 giugno 2000) è un cestista statunitense, professionista nella NBA con i Denver Nuggets.

## Carriera
Dopo aver trascorso la carriera universitaria con i Clemson Tigers, nel 2023 viene selezionato al Draft NBA con la trentasettesima scelta assoluta dagli Oklahoma City Thunder, che lo cedono subito ai Denver Nuggets.

## Statistiche

### College
| Anno      | Squadra        | PG  | PT | MP   | TC%  | 3P%  | TL%  | RP  | AP  | PRP | SP  | PP   |
| --------- | -------------- | --- | -- | ---- | ---- | ---- | ---- | --- | --- | --- | --- | ---- |
| 2018-2019 | Clemson Tigers | 31  | 0  | 8,3  | 25,4 | 23,4 | 66,7 | 1,0 | 0,4 | 0,1 | 0,3 | 1,6  |
| 2019-2020 | Clemson Tigers | 31  | 3  | 13,6 | 44,5 | 32,1 | 70,7 | 3,0 | 0,4 | 0,5 | 0,1 | 5,5  |
| 2020-2021 | Clemson Tigers | 19  | 12 | 16,7 | 46,5 | 43,1 | 77,1 | 4,2 | 0,3 | 0,5 | 0,3 | 7,5  |
| 2021-2022 | Clemson Tigers | 25  | 24 | 25,5 | 46,6 | 34,7 | 78,6 | 5,5 | 1,3 | 0,8 | 0,3 | 10,0 |
| 2022-2023 | Clemson Tigers | 34  | 34 | 34,7 | 47,9 | 40,5 | 83,8 | 9,6 | 1,5 | 0,9 | 0,1 | 15,3 |
| Carriera  | Carriera       | 140 | 73 | 20,1 | 45,3 | 36,6 | 79,0 | 4,8 | 0,8 | 0,6 | 0,2 | 8,1  |

### NBA

#### Regular Season
| Anno      | Squadra        | PG | PT | MP  | TC%  | 3P%  | TL%  | RP  | AP  | PRP | SP  | PP  |
| --------- | -------------- | -- | -- | --- | ---- | ---- | ---- | --- | --- | --- | --- | --- |
| 2023-2024 | Denver Nuggets | 18 | 0  | 2,7 | 40,0 | 28,6 | -    | 0,5 | 0,1 | 0,1 | 0,0 | 1,1 |
| 2024-2025 | Denver Nuggets | 51 | 2  | 7,8 | 37,5 | 31,1 | 75,0 | 1,5 | 0,4 | 0,2 | 0,1 | 2,6 |
| Carriera  | Carriera       | 69 | 2  | 6,5 | 37,9 | 30,7 | 75,0 | 1,3 | 0,3 | 0,2 | 0,1 | 2,2 |

#### Playoffs
| Anno     | Squadra        | PG | PT | MP  | TC%  | 3P%  | TL%  | RP  | AP  | PRP | SP  | PP  |
| -------- | -------------- | -- | -- | --- | ---- | ---- | ---- | --- | --- | --- | --- | --- |
| 2024     | Denver Nuggets | 3  | 0  | 4,7 | 0,0  | 0,0  | 50,0 | 1,0 | 0,3 | 0,0 | 0,0 | 0,3 |
| 2025     | Denver Nuggets | 5  | 0  | 6,0 | 50,0 | 20,0 | 100  | 1,6 | 0,4 | 0,2 | 0,0 | 3,0 |
| Carriera | Carriera       | 8  | 0  | 5,5 | 35,7 | 12,5 | 83,3 | 1,4 | 0,4 | 0,1 | 0,0 | 2,0 |

### G League
| Anno      | Squadra        | PG | PT | MP   | TC%  | 3P%  | TL%  | RP  | AP  | PRP | SP  | PP   |
| --------- | -------------- | -- | -- | ---- | ---- | ---- | ---- | --- | --- | --- | --- | ---- |
| 2023-2024 | G. Rapids Gold | 28 | 28 | 37,8 | 44,1 | 39,3 | 84,4 | 7,6 | 2,2 | 1,1 | 0,3 | 23,8 |
| Carriera  | Carriera       | 28 | 28 | 37,8 | 44,1 | 39,3 | 84,4 | 7,6 | 2,2 | 1,1 | 0,3 | 23,8 |